# Lapageria rosea
Lapageria rosea, llamada popularmente copihue, es una planta enredadera perennifolia perteneciente al orden Liliales e integrante de la familia Philesiaceae, conforme a la clasificación filogenética, o Smilacaceae, según la clasificación biológica. Esta especie, la única del género monotípico Lapageria, fue descrita por los botánicos españoles Hipólito Ruiz y José Pavón en 1802.
Esta monocotiledónea es endémica de Chile, donde crece en los bosques templados del centro y centro-sur, y florece entre febrero y julio. Tiene veinticinco variedades, entre silvestres y cultivares, cuyas flores cubren la gama entre el rojo sangre intenso y el blanco inmaculado; y se distingue principalmente por su valor como planta ornamental.
Aunque la UICN no ha evaluado su estado de conservación, Lapageria rosea fue oficialmente declarada «en grave peligro de extinción» por el gobierno chileno en 1971. El copihue, que ha inspirado leyendas mapuches y ha sido celebrado tanto en la literatura como en la música chilenas, fue oficialmente declarado «flor nacional de Chile» el 24 de febrero de 1977.

## Etimología
El nombre del género al que pertenece, Lapageria, homenajea a la primera esposa de Napoleón Bonaparte, Marie Josèphe Rose Tascher de la Pagerie, quien se dedicó a la botánica en los jardines de su castillo de Malmaison. En tanto, el epíteto específico, rosea (forma femenina del adjetivo latino rŏsĕus, 'rosa, rosáceo, purpúreo, bermejo, encarnado'), se debe al color rojo rosáceo que predomina en las flores de las variedades silvestres.
En mapudungún, la planta se denomina kolkopiw; la flor, kodkülla; el fruto, kopiw o kopiwe; y la enredadera, fokikopiwe. Su nombre común, «copihue», proviene de kopiw o kopiwe —el nombre de su fruto, informalmente conocido como «pepino» en español—, que a su vez se origina en kopün, 'estar boca abajo'. La planta también recibe el apelativo de «copihuera». Su nombre común en inglés, «Chilean bellflower» ('flor-campana chilena'), hace referencia tanto a su origen geográfico como a la forma de sus flores.

## Ecología

### Hábitat y distribución
Es una planta monocotiledónea endémica de Chile. Es originaria y característica de los bosques esclerófilo, caducifolio y laurifolio del centro y centro-sur de dicho país, donde coexiste con variadas especies arbóreas —como el boldo, el coigüe, el colliguay, el laurel, el lingue, el olivillo, el quillay, el ulmo y varias notofagáceas—. Crece en suelos húmedos con buen drenaje y buena aireación, con alto contenido de materia orgánica y muy fértiles, de pH ácido o neutral y de tipo arcilloso o arenoso. Su hábitat de desarrollo es el litoral y las cordilleras de la Costa y de los Andes, a altitudes inferiores a 700 m s. n. m.
Según el naturalista francés Claudio Gay, en la primera mitad del siglo XIX se encontraba «principalmente en la Araucanía, y en el Norte alcanzando hasta los 34 grados de latitud [sur] y no muy lejos del mar». Su actual área de distribución abarca desde la Región de Valparaíso hasta la de Los Lagos, especialmente el territorio entre las ciudades de Concepción y Temuco, con temperaturas que fluctúan entre los 10 y los 20 °C.

## Biología

### Floración y fructificación
En su área natural de distribución, florece desde fines del verano hasta comienzos del invierno australes; es decir, entre febrero y mayo o a lo sumo desde mediados de marzo hasta mediados de julio (120 días). Su máxima floración ocurre durante el otoño chileno, entre abril y mayo. Fructifica desde junio hasta marzo (300 días).

### Polinización
Esta especie presenta protoginia. Para transportar polen y efectuar geitonogamia o polinización cruzada, depende de sus polinizadores: los colibríes —principalmente Sephanoides sephaniodes, llamado colibrí austral o picaflor chico; también Sephanoides galeritus, picaflor continental o pingüiririta; y Patagona gigas, picaflor gigante— y los abejorros gigantes.

## Genética
Es una especie diploide que presenta un cariotipo 2n=2x=30, con tres pares de cromosomas metacéntricos, seis submetacéntricos y seis subtelocéntricos, además de un par de cromosomas B; la longitud total del cromosoma (2n) es de 131,3 + 0,22 µm.
Según la distancia genética entre genotipos, los cultivares Malleco y Raimilla son los más alejados (0,63 %) mientras que Cobquecura y Ongol, los más cercanos (0,11 %). De acuerdo a la distancia genética entre cultivares del mismo color, los blancos Ligtromu y Raimilla son los más apartados (0,55 %), seguidos de los rojos Colcopiú y Malleco (0,51 %), y los rosados Cheuquecura y Ongol (0,29 %).

## Taxonomía
Pertenece al orden Liliales, integra la familia Philesiaceae, conforme a la clasificación filogenética, o Smilacaceae, según la clasificación biológica; y es la única especie del género monotípico Lapageria. De acuerdo al ITIS y al NCBI, su clasificación taxonómica es la siguiente, respectivamente:

| Plantae - Tracheophyta - Liliopsida - Liliales - Philesiaceae - Lapageria - Lapageria rosea Ruiz & Pav. | Organismos celulares - Eukaryota - Viridiplantae - Streptophyta - Streptophytina - Embryophyta - Tracheophyta - Euphyllophyta - Spermatophyta - Magnoliophyta - Mesangiospermae - Liliopsida - Petrosaviidae - Liliales - Smilacaceae - Lapageria - Lapageria rosea |

Se relaciona estrechamente con un pequeño arbusto denominado «coicopihue» (Philesia magellanica), única especie del género monotípico Philesia. Por otra parte, la Philageria veitchii es un híbrido creado entre el comúnmente llamado «copihue chilote» o «copihuelo» (Philesia buxifolia) y Lapageria rosea en los viveros de la familia Veitch en Exeter (Inglaterra).

### Sinonimia
| - Sinonimia heterotípica: - Lapageria hookeri Bridges ex Hook., J. Bot. (Hooker) 1: 178 (1834). - Lapageria alba Decne., Rev. Hort., IV, 1: 441 (1852). - Lapageria rosea var. albiflora Hook., Bot. Mag. 82: t. 4892 (1856). - Lapageria rosea var. rubra Schelle in L. Beissner, E. Schelle & H. Zabel, Handb. Laubholzben.: 7 (1903). | - Sinonimia homotípica: - Philesia rosea (Ruiz & Pav.) D.Dietr., Syn. Pl. 2: 1122 (1840). |

## Morfología
Es una planta enredadera perennifolia que alcanza entre 3 y 10 m de altura al trepar sobre arbustos y árboles.
- Su rizoma es corto y blanquecino; de él se forman estolones subterráneos de 1 a 2 cm de diámetro con nudosidades, de las que se originan las raíces y los tallos.[12]
- Sus raíces nacen de un tubérculo[38] que posee entre 1 y 2 cm de diámetro.[28]
- Sus tallos son de color café claro, retorcidos, resistentes, leñosos, flexibles[8] y sin espinas,[34] de aproximadamente 0,5 cm de diámetro.[12]
- Sus hojas son alternas, coriáceas, duras, lanceoladas y simples, con el ápice apiculado.[8] Tienen una longitud de 13 cm,[45] y su nervadura es reticulada,[12] con entre tres y cinco prominentes venas paralelas.[8] Sus láminas son discoloras: de color verde oscuro en el haz y de un tono más claro en el envés.[28]
- Sus flores péndulas son actinomorfas, pedunculadas, solitarias y tubulares;[34] carecen de aroma[17] y alcanzan entre 8,75 y 10 cm de largo.[28][45] Su perigonio se compone de seis tépalos cerosos, tres externos delgados y tres internos gruesos,[12] dispuestos en dos verticilos.[7] Tienen forma de campana y son hermafroditas. El androceo está formado por seis estambres; y el gineceo, por un estilo largo coronado por un estigma trilobulado.[28] Los estambres tienen «filamentos libres y anteras basifijas» —es decir, fijadas a las bases de los filamentos, permitiendo la dehiscencia longitudinal— y el ovario es «unilocular» con los óvulos pegados a «tres placentas parietales».[4]

- Sus frutos, unas bayas lisas, oblonga-ovaladas, verde-amarillentas,[12] de entre 3 y 6 cm de largo,[39] con una piel gruesa que contiene numerosas semillas, maduran entre marzo y mayo.[34]
- Sus semillas son pequeñas y café-amarillentas,[8] cubiertas por un arilo carnoso blanco, jugoso, dulce y comestible.[6][46][47]

## Floricultura

### Cultivo
Crece en suelos húmedos con buen drenaje y buena aireación, con alto contenido de materia orgánica y muy fértiles, de pH ácido o neutral y de tipo arcilloso o arenoso. Tiene dos tipos de propagación: la natural, por semillas en su hábitat; y la artificial o vegetativa, por acodo en vivero, por esqueje y por micropropagación. Demora entre tres y diez años en florecer y alcanza un alto valor comercial.
Su cultivo en Europa fue introducido por el botánico córnico William Lobb (1809-1864), de quien la familia Veitch obtuvo plantas, tras realizar una expedición de recolección en los bosques templados húmedos de la selva valdiviana a partir de 1845. Desde Concepción, Wheelwright envió ejemplares al Real Jardín Botánico de Kew, Londres, donde la especie ya se cultivaba en 1847. Por su parte, Labadie envió ejemplares blancos al 
Museo de Historia Natural, París, donde también comenzó su cultivo.

### Variedades
Esta especie tiene veinticinco variedades. Había catalogadas veinte de ellas, entre silvestres y cultivares, en el vivero del liceo agrícola «El Vergel» de Angol hasta la década de 1980; actualmente se conservan dieciocho.
Mientras el rojo rosáceo predomina en las flores de las variedades silvestres, aquellas de los cultivares tienen distintos colores —la gama cubre los matices entre el rojo sangre muy intenso y el blanco inmaculado; también existen variedades de tonalidades cremas y marfiles—; algunas muestran manchas claras sobre un fondo oscuro o, más inusualmente, manchas oscuras sobre un fondo claro; y otras, ribetes a lo largo de los pétalos. Todas las variedades tienden a cambiar el tono de su flor según la temperatura ambiente y la intensidad de la luz y, así, o se aclaran o se oscurecen.
Asimismo, las flores varían en tamaño, en el número de ellas por racimo e incluso en la cantidad de pétalos. Las variedades del copihue son:

#### Variedades chilenas
| Color  | Nombre y características |
| ------ | --- |
| Rojo   | - Caupolicán. Flores muy grandes de color intenso. - Colcopiú. Flores con algunas manchas blancas. - Contulmo. Flores de color sangre muy intenso y oscuro o bordó claro con pocas manchas. - Malleco. Flores grandes de colorido intenso, con hojas grandes y brillantes. - Quelipichún. Flores con hasta nueve pétalos. |
| Rosado | - Cheuquecura. Flores grandes de matiz suave. - Colibrí. Flores medianas y gruesas de tono pálido. - El Vergel. Flores de color rosado carne suave. - Ongol. Flores muy grandes de color rosado pálido anaranjado. - Purén. Flores de colorido intenso. - Rayén. Flores grandes y gruesas de matiz suave. |
| Blanco | - Alcapán. Flores grandes más abiertas y de pétalos gruesos. - Cobquecura. Flores teñidas de salmón o durazno. - Colipán. Flores con los bordes de los pétalos jaspeados de pequeñas manchas azules. - Collingue. Flores algo pequeñas jaspeadas de rojo, con pétalos ribeteados de rojo y violeta. - Ligtromu. Flores de pétalos bastante rizados. - Nahuelbuta. Flores con los pétalos interiores jaspeados de violeta, con hojas algo rizadas. - Raimilla. Flores de color blanco crema o marfil. - Relmutral. Flores grandes con ribetes rojos, en especial en los sépalos. - Toqui. Flores grandes y elongadas. |

#### Variedades inglesas
| Color  | Nombre y características |
| ------ | --- |
| Rojo   | - Beatrix Anderson. Flores con muchas manchas blancas en el exterior; cultivada a partir de semillas silvestres. - Nash Court. Flores grandes; data de 1884. - Penheale. Flores con follaje mucho más lanceolado que otras variedades.                             |
| Rosado | - Flesh Pink. Flores de tono pálido; cultivada a partir de semillas de una variedad silvestre blanca. |
| Blanco | - Wisley Picotee o Picotee. Del jardín de la Real Sociedad de Horticultura en Wisley; en realidad, se trata de la variedad Collingue. - Wisley Spotted. Del jardín de la Real Sociedad de Horticultura en Wisley; en realidad, se trata de la variedad Nahuelbuta. |

## Conservación
En 1929 el director del liceo agrícola «El Vergel», Elbert E. Reed (1896-1974), visitó en Cobquecura a la familia Larenas y obtuvo de ella seis cultivares; posteriormente, tanto la casa como las plantas de los Larenas fueron destruidas por el terremoto de 1939. Botánicos y cultivadores aficionados y profesionales han intentado rescatar las distintas variedades y multiplicarlas con el fin de preservar su diversidad y, a la vez, difundirlas.
Aunque la UICN no ha evaluado su estado de conservación, mediante el decreto 129 de 1971 del Ministerio de Agricultura, Lapageria rosea fue oficialmente declarada «en grave peligro de extinción debido a la extracción indiscriminada» por el gobierno chileno y se prohibieron «el arranque, la corta total o parcial, el transporte y la comercialización de [sus] plantas y flores [así como] su tenencia en lugares de venta o en la vía pública»; sin embargo, fueron «permitidos el transporte, la tenencia y comercialización de plantas y flores de Copihue que [provinieran] de viveros o criaderos de plantas registrados en el Servicio Agrícola y Ganadero» por medio del decreto 121 de 1985 del Ministerio de Agricultura.
En 2012 se aprobó el «Reglamento para la clasificación de especies silvestres según estado de conservación», que homologa sus categorías a las de la UICN. Aunque el copihue aún no ha sido clasificado, en la Región de O'Higgins está catalogado como «en peligro» bajo el antiguo sistema de clasificación, publicado por Conaf en el llamado «Libro Rojo».

## Honores
Fue oficialmente declarada «flor nacional de Chile» mediante el decreto 62 del 24 de febrero de 1977 del Ministerio del Interior:

Declara al copihue flor nacional

Santiago, 20 de Enero de 1977.- El Presidente de la República decretó hoy lo que sigue:

Núm. 62.- Vistos: lo dispuesto en los decretos leyes N°s. 1 y 128 de 1973, y 527, de 1974, y

Considerando:

1.- Que el copihue, "Lapageria Rosea", ha sido considerada por la tradición tanto oral como escrita, la flor simbólica de la nacionalidad chilena, proyectándose así, incluso, en el ámbito internacional.

2.- La necesidad y conveniencia de que nuestro país oficialice tal tradición y constituya esta flor en una expresión más de nuestra unidad nacional,

Decreto:

1.- Declárase al copihue, "Lapageria Rosea", flor nacional de Chile.

Anótese, tómese razón, transcríbase al Ministerio de Agricultura y publíquese en el Diario Oficial.

Augusto Pinochet Ugarte, General de Ejército, Presidente de la República.- Raúl Benavides Escobar, General de División, Ministro del Interior.- Mario Mac-Kay Jaraquemada, General de Carabineros, Ministro de Agricultura.
«Decreto 62 de 1977 del Ministerio del Interior» (ortografía original).

## Importancia económica y usos
Es una especie «de mucho aprecio por la hermosura de sus flores y por sus frutos».
Tras su introducción en Europa a fines de la década de 1840, el naturalista Claudio Gay señaló en 1853 que «es de presumir que muy pronto será una de las plantas más buscadas por los horticultores y los aficionados a los jardines». Sendas litografías coloreadas a mano de la especie aparecieron durante la segunda mitad del siglo XIX en las revistas científicas Flore des Serres et des Jardins de l'Europe (1849), Annales de la Société royale d'Agriculture et de Botanique de Gand - Journal d'horticulture (1849), Maandschrift voor tuinbouw (h. 1852), La Belgique horticole, journal des jardins et des vergers (1853) y Revue de l’horticulture belge et étrangère (1882).
Se distingue principalmente por su valor como planta ornamental. En 2012 las características de Lapageria rosea var. albiflora fueron reconocidas a través del premio Award of Garden Merit (AGM), concedido por la Real Sociedad de Horticultura del Reino Unido.
Además, sus frutos son comestibles, «dulces, muy gratos al paladar y muy refrescantes». Asimismo, la especie tiene otros usos: en fitoterapia, o herbolaria, sus raíces se emplean contra enfermedades como la gota, el reumatismo y ciertas infecciones de transmisión sexual, mientras que sus tallos se usan en cestería —por ejemplo, en la confección de chaihues, un tipo de canasto usado como colador—.

## Importancia cultural

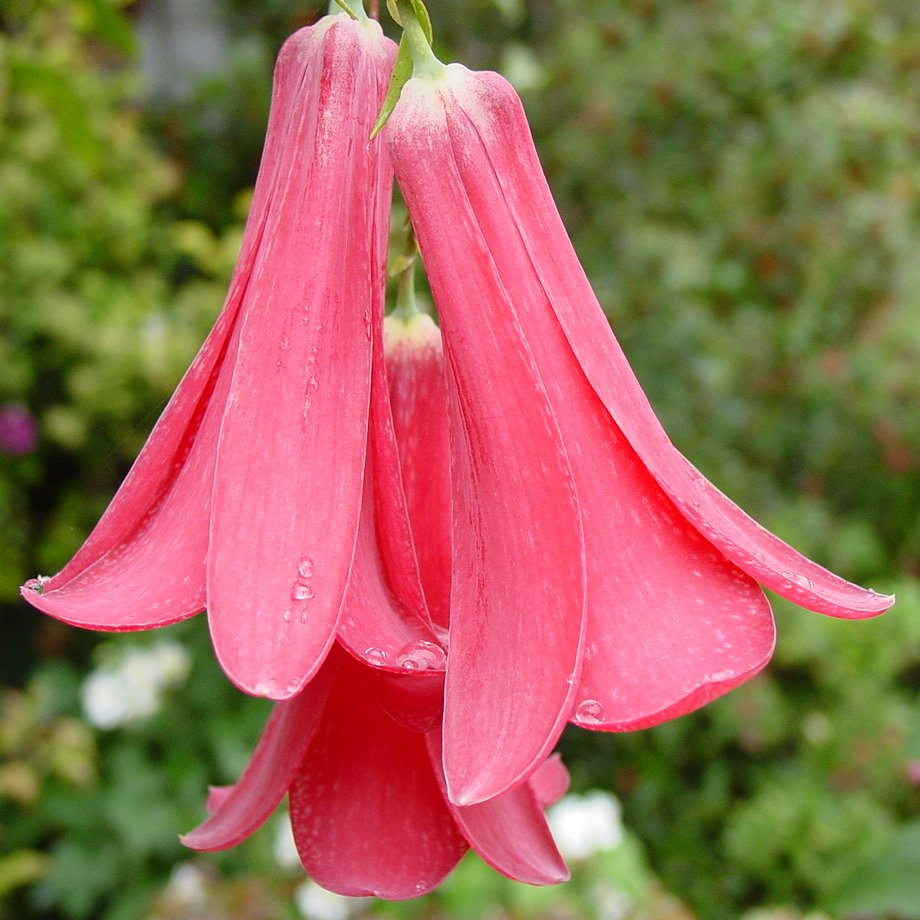
Copihues rojos

La flor roja de la variedad silvestre ha inspirado leyendas mapuches y ha sido celebrada tanto en la literatura como en la música chilenas.

### Leyendas
Una cuenta que, durante la Guerra de Arauco (1536-1818), las mujeres de los weichafes (‘guerreros’) trepaban a los árboles más altos para divisar a los supervivientes de las batallas. Al darse cuenta de que reinaba la destrucción y que sus compañeros yacían muertos, ellas bajaban derramando lágrimas que se convertían en flores de sangre; así, los copihues rojos recuerdan a los espíritus de los muertos.
Otra narra que había un wekufe que vivía en las cumbres y que descendía a los valles para robar el muday a los mapuches. Para no perderse a su regreso, colocaba pequeñas campanas encendidas con el fuego de los volcanes en las ramas de los árboles. En una de sus incursiones, fue derrotado por pillanes que lo desterraron. Pese a que suplicó poder llevarse las pequeñas campanas para alumbrar su camino, los espíritus superiores se lo negaron. Desde entonces, los bosques están adornados con las flores del copihue rojo, las antiguas luces del ladrón de muday.

### Literatura
Ha sido protagonista de algunos textos, como el poema «El copihue rojo» (1905), de Ignacio Verdugo Cavada y publicado en su libro El alma de Chile (1961), y «Recado sobre el copihue chileno», de la nobel Gabriela Mistral y publicado en el diario argentino La Nación en septiembre de 1943; y también ha sido citado en otros, como Chile o una loca geografía (1940), de Benjamín Subercaseaux; El país de los copihues rojos (1949), de Claudina Agurto Montesino; y las memorias del nobel Pablo Neruda Confieso que he vivido (1974), donde se lee:

En la altura, como gotas arteriales de la selva mágica, se cimbran los copihues rojos (Lapageria rosea)... El copihue rojo es la flor de la sangre, el copihue blanco es la flor de la nieve...

### Música
A principios del siglo XX, el músico Osmán Pérez Freire escribió la canción «Copihues rojos» y, posteriormente, la musicóloga Clara Solovera compuso la tonada «Chile lindo» (1948), donde se escuchan referencias al copihue tanto en su primera estrofa como en el coro:

Ayúdeme usted, compadre, pa' gritar un ¡viva Chile!, la tierra de los zorzales y de los rojos copihues [...] Chile, Chile lindo, lindo como un sol, aquí mismito te dejo hecho un copihue mi corazón.

La folclorista Violeta Parra incluyó «Floreció el copihue rojo» en su álbum El folklore de Chile, vol. III – La cueca presentada por Violeta Parra (1958), una recopilación de cuecas populares y tradicionales del folclore chileno.

### Otros

#### Heráldica y vexilología

Bandera de la comuna de Arauco

Escudo de la región de la Araucanía

La flor de esta especie se representa frecuentemente «de tres pétalos (dos laterales y uno central bajo) orientados hacia la punta del escudo, en ocasiones hojado y tallado o incluso dentro de su enredadera[, y] de gules».
Aparece en los escudos municipales de trece comunas: Treguaco en la Región de Ñuble; Arauco, Hualqui, Lebu, Los Álamos y Tirúa en la Región del Biobío; y Angol, Los Sauces, Pitrufquén, Purén, Renaico, Temuco y Victoria en la Región de la Araucanía. De esta última, también forma parte del escudo regional, constituido por dos cuarteles negro y rojo, adornados con seis guemiles blancos y un trapelacucha del mismo color, rodeados de una guirnalda de copihue y coronados por un monte nevado escoltado de araucarias.
El escudo del club de fútbol Deportes Temuco muestra un copihue rojo con hojas verdes. Representando el «amor a la patria», un copihue blanco forma parte del emblema de las Juventudes Comunistas de Chile (JJ. CC., 1932), mientras que un copihue rojo con su tallo verde en el extremo superior fue el símbolo del partido político de izquierda Acción Popular Independiente (API, 1968-1973).
Figura en las dos versiones de la bandera de la Región de la Araucanía: la de la intendencia regional, formada por el escudo de la región sobre fondo blanco, y aquella que nunca ha sido declarada oficial, con el escudo regional sobre tres franjas azul (superior), blanca (media) y roja (inferior).

#### Numismática, notafilia y pintura
En 1941 René Thenot, grabador francés contratado por la Casa de Moneda, dispuso para el reverso de las monedas de un peso y de cincuenta y veinte centavos, el valor con el año rodeado por una corona de copihues.
Asimismo, un corte transversal del corazón de un copihue aparece en el diseño unificado de los cinco billetes de la serie Bicentenario (2009), lanzada por el Banco Central para conmemorar el Bicentenario de Chile.
Figura en el mural Presencia de América Latina (1964-1965), del artista mexicano Jorge González Camarena, ubicado en el vestíbulo de acceso de la Casa del Arte de la Ciudad Universitaria de Concepción.

#### Odonimia y toponimia
Hay 103 calles llamadas «Los Copihues», el décimo odónimo más común en Chile.
Existen al menos dos pueblos en la zona central de Chile que llevan su nombre: Copihue —y sus aledaños estación Copihue (1874) y aeródromo Copihue—, ubicado en la comuna de Retiro (Región del Maule); y El Copihue, en la comuna de San Carlos (Región de Ñuble). Asimismo, hay dos localidades rurales llamadas Copiulemu (del mapudungun: kopiw, nombre del fruto del copihue, y lemu, ‘bosque’): una en la comuna de Pelluhue (Región del Maule) y otra que comenzó a formarse hacia 1866 en la actual comuna de Florida (Región del Biobío).
Además, están la punta Copihues (Región de Aysén), el río Copihuelpi, también denominado San José (Región de Los Ríos); la laguna del Copíu (Región de Valparaíso) y la isla Copiuguapi (del mapudungun: kopiw y wapi, ‘isla’), también llamada Capeahuapi y Capiraguapi (Región de Los Lagos).

#### Premios, trofeos y mascotas
La flor de esta especie es el símbolo de los premios «Copihue de Oro» (2005), anualmente entregados en diciembre por el diario La Cuarta para galardonar a los mejores del espectáculo chileno, y del trofeo Copihue de Plata (2015), entregado por la Asociación Nacional de Fútbol Profesional (ANFP) al campeón de la Segunda División.
Por otro lado, un copihue fue la mascota del Campeonato Sudamericano de Fútbol Sub-17 de 2017.

#### Miscelánea
Entre los productos comercializados en Chile se encuentran la marca «Copihue» de la Compañía Chilena de Fósforos (1913), y el mote con huesillos «Copihue», bebida elaborada por la fábrica homónima instalada en la comuna de Independencia en la década de 1970. Por otra parte, el pan de hot dog es llamado «pan de completo» o «pan copihue».
En la comuna de Victoria (Región de la Araucanía) en 1981 se inauguró la Radio Copihue FM, que cubre toda su región con estaciones en Curacautín y Victoria. En el sector de Las Lajas, en la comuna de San Clemente (Región del Maule), en la década de 1980, se llevaba a cabo el Festival del Copihue.